# Von Kármán (krater)
För andra betydelser, se Von Kármán.
Von Kármán är en nedslagskrater på planeten Mars namngiven efter Theodore von Kármán.
Kratern har en diameter på ungefär 90 km.